# Полонина

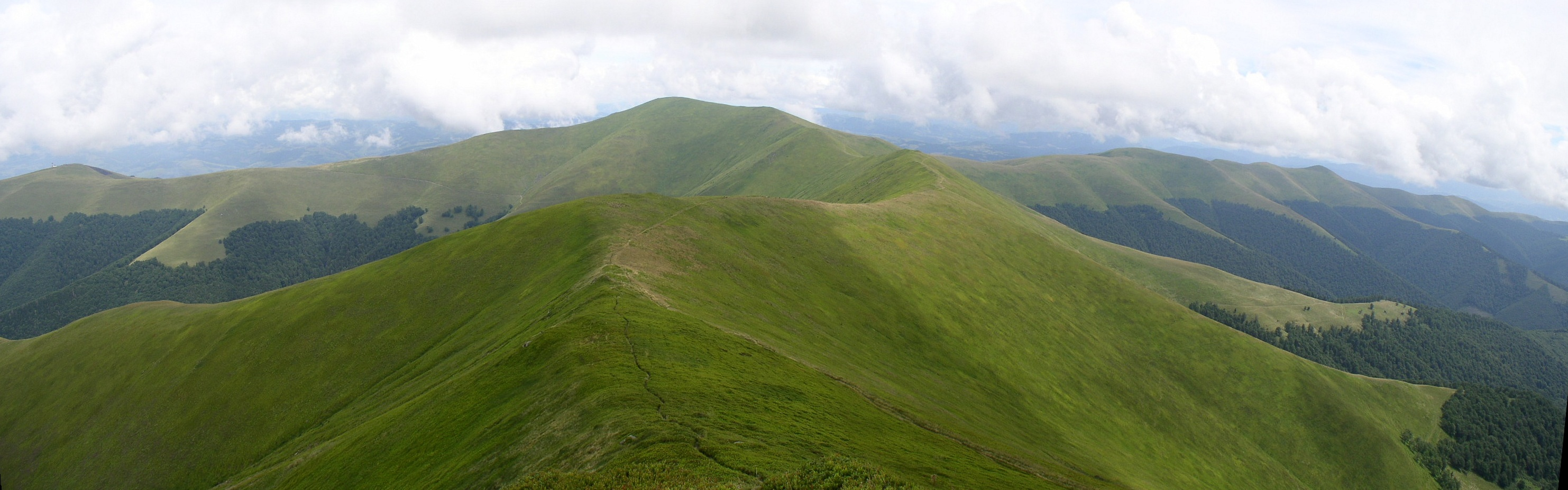
Полонина Боржава

Полони́на, мн. полони́ны (укр. Полонина; пол. Połonina) — безлесный участок верхнего пояса Восточных Карпат, который используется как пастбище и для сенокоса. Флора похожа на флору нижнего яруса альпийских лугов. Местное население полониной называет пастбище выше верхней кромки леса в отличие от пастбищ в пределах лесной зоны.

## Этимология
Субальпийские и альпийские луга называют полонинами в украинских Карпатах, в Польше это слово используют в составе оронимов для наименования горной местности. Слово полонина вероятно произошло от старославянского слова плонина. В большинстве южнославянских языков и некоторых западнославянских, слово планина (planina) означает хребты, плоскогорья и в целом гористую местность.
Часто это слово является частью оронима, например, Полонина Боржава, Шар-Планина, Стара-Планина, Муранска Планина.

## Флора
Флора полонины подобна флоре субальпийских и альпийских лугов. Растут эдельвейс, фиалка, астра, лютик, мак, лапчатка, камнеломка. Изобилие луговых трав на пологих склонах делает полонину отличным пастбищем.

## География

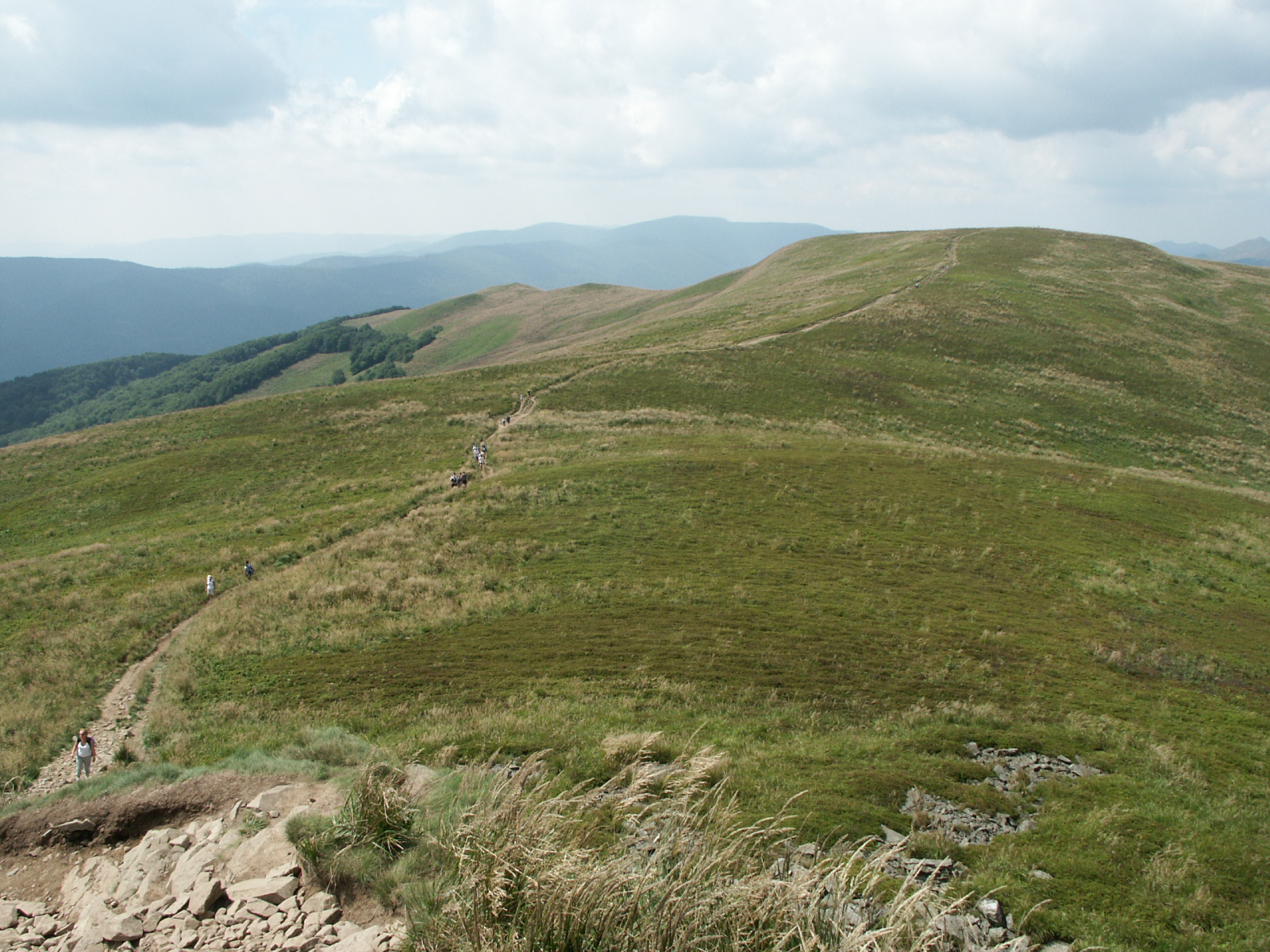
Полонина. Бескиды. Польша.

Помимо украинских Карпат полонины (субальпийские луга на вершинах хребтов) есть в румынских, польских и словацких Карпатах.
До некоторой степени на полонины похожи яйлы Крымских гор, но есть и существенные различия. Яйлы это преимущественно известняковые плато, а полонины — вершины пологих хребтов. На многих яйлах нет леса не в силу высотной зональности, а вследствие деятельности человека и особенностей геологического строения.

## В культуре
- В повести «Тени забытых предков» подробно описан быт гуцулов — пастухов полонин.
- В 2002 году на альбоме «Файно» группы «Вопли Видоплясова» вышла песня «Полонина».